# Purba Singhbhum (huyện)
Huyện Purba Singhbhum là một huyện thuộc bang Jharkhand, Ấn Độ. Thủ phủ huyện Purba Singhbhum đóng ở Jamshedpur. Huyện Purba Singhbhum có diện tích 3533 ki lô mét vuông. Đến thời điểm năm 2001, huyện Purba Singhbhum có dân số 1978671 người.